# Дача Чорн
Дача Чорн — особняк в посёлке Симеиз в Крыму, расположенный по адресу ул. Советская, 70, постройки начала XX века, спроектированный и построенный в 1905 году владельцем Отто Артуровичем Чорн (полное имя Чорн Отто Густав Артур Артурович). Решением Крымского облисполкома № 64 от 24 января 1992 года «Дача В.С. Чорна, начало XX века» была включена в список выявленных объектов культурного наследия. На основании акта государственной историко-культурной экспертизы, постановлением Совмина Республики Крым № 128 от 11 марта 2021 года объект был исключён из перечня памятников.

## Дача Чорн
29 мая 1903 года коллежский асессор Отто Артурович Чорн с супругой Варварой Сергеевнной приобрели у владельца Нового Симеиза И. С. Мальцова дачный участок № 29 площадью 718 квадратных саженей (примерно 32,7 сотки). Проект будущей дачи, будучи инженером-техником, выполнил лично владелец Отто Артурович, он же сам руководил строительством. Пока не было готово собственное жильё, семья полностью арендовала стоящий на месте сгоревшего 

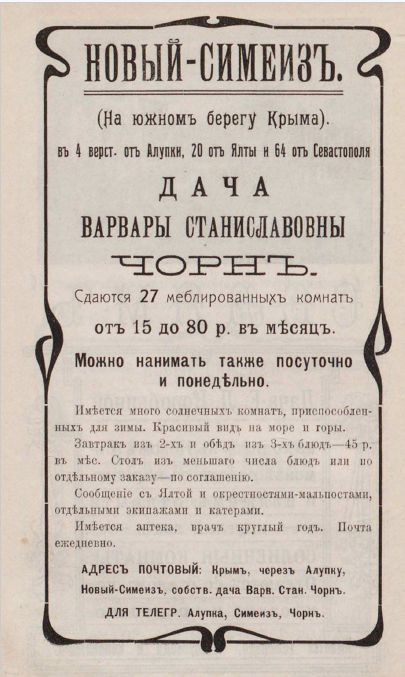
Реклама дачи Чорн в путеводителе по Крыму Г. Г. Москвича 1912 г.

«Хрустального дворца» главный пансион Мальцовых, попутно сдавая номера отдыхающим. В итоге был построен комплекс из четырёх зданий с элементами неоклассицизма в оформлении: открытые балконы на обеих этажах здания с колоннами дорического ордера. В пансионе насчитывалось 34 помещения, из них 27 комнат сдавались отдыхающим посуточно или на неделю, по цене от 15 до 80 рублей в месяц. В круглогодичном пансионе имелась аптека, работал врач, ежедневно отправлялась почта. Реклама дачи печаталась в каждом выпуске путеводителя Москвича, владелицей дачи считалась Варвара Сергеевна Чорн, также даче был посвящён отдельный абзац
Пансион В. С. Чорн, расположенный у берега моря, имеет 24 хорошо обставленных номера, ценою от 25 до 60 руб. в месяц. Пансион — завтрак из 2 бл. обед из 3 бл. — 40 руб. в месяц. Имеется общий зал с роялью. С октября по июнь комнаты сдаются значительно дешевле.

## После революции

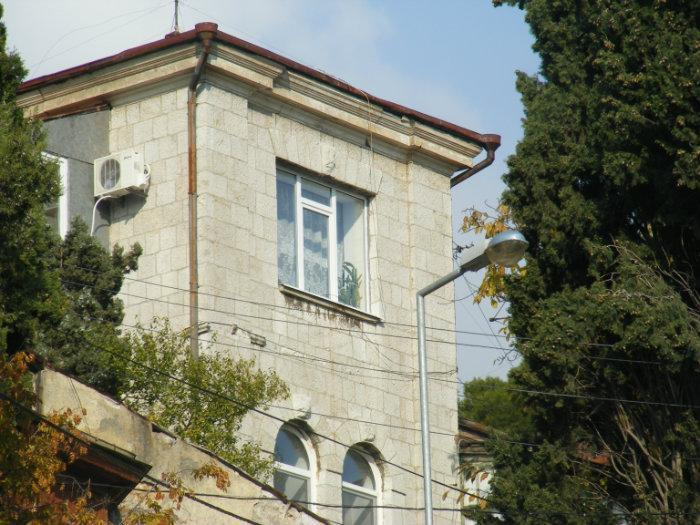
Современный вид

16 декабря 1920 года приказом председателя Революционного комитета Крыма были изъяты «из частного владения как разных ведомств, так и частных лиц все имения Южного берега Крыма в районе от Судака до Севастополя включительно» и передавались в ведение специально созданного Управления Южсовхоза. В 1920-е годы на даче продолжал действовать уже советский пансион, со стоимостью номеров в котором от 15 до 75 рублей. Варвара Сергеевна в 1924—1925 году занимала 3 комнаты и кухню, но, видимо, ей все-таки пришлось покинуть Крым. Время передачи зданий в жилой фонд пока не установлено: последние десятилетия бывшая дача — многоквартирный дом, его первоначальный вид сильно искажён многочисленными перестройками и надстройками.